# قائمة الرخويات غير البحرية المغربية

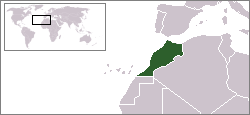
موقع المملكة المغربية

تعد الرخويات غير البحرية في المغرب جزءًا من حيوانات الرخويات التي تشكل الحياة البرية في المملكة المغربية.

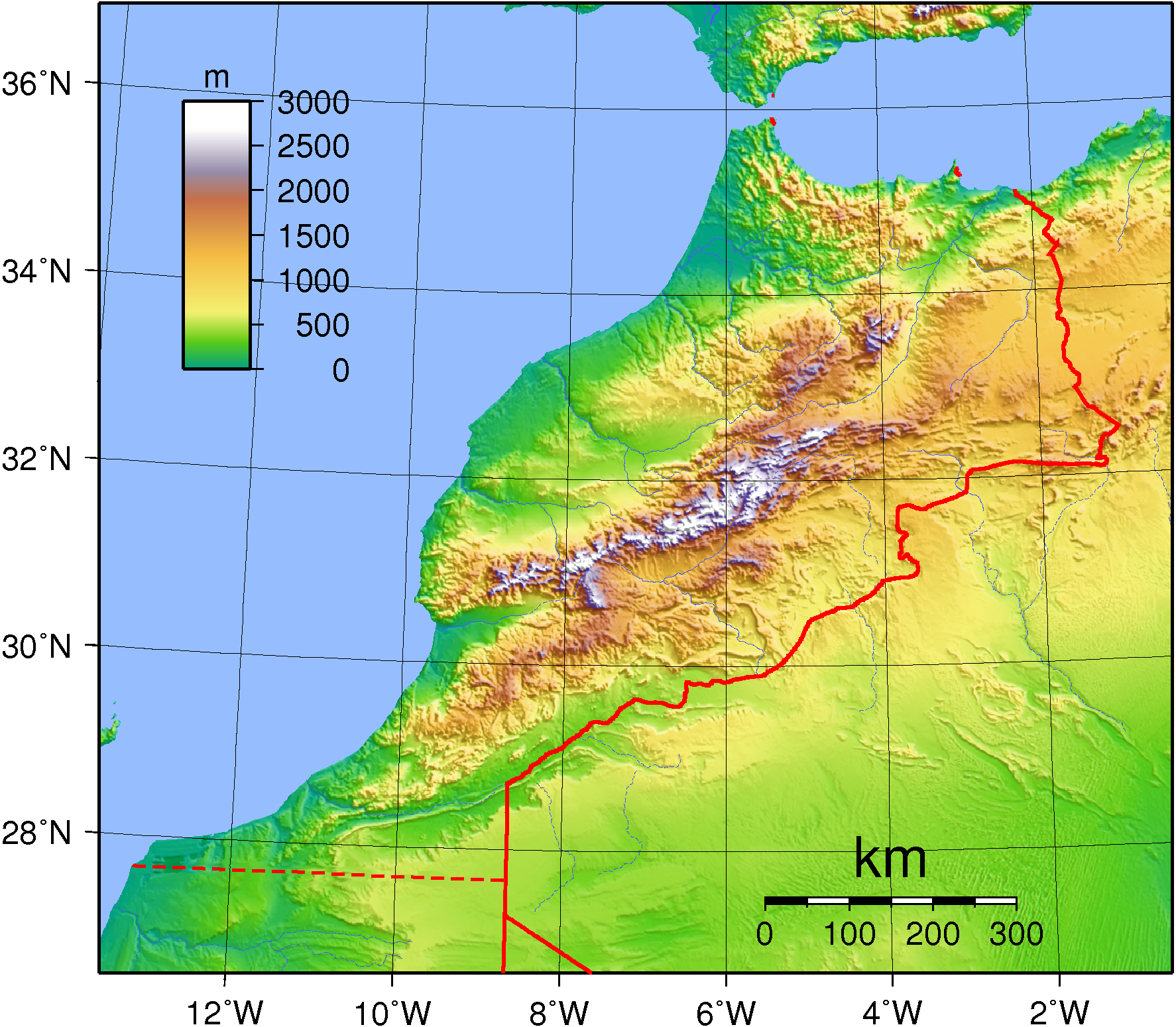
الخريطة الطبوغرافية للمغرب

وتضم القائمة التالية أنواع الرخويات غير البرية التي يمكن العثور عليها في المناطق المختلفة داخل حدود دولة المغرب.

## بطنقدميات المياه العذبة
السديفيات
الحيماهيات
المقوقعات المستوية

## البطنقدميات الأرضية
التريسيات
الحلزونيات

## ثنائيات عصب المياه العذبة
المحاريات النهرية